# Tarenna truncatocalyx
Tarenna truncatocalyx är en måreväxtart som först beskrevs av André Guillaumin, och fick sitt nu gällande namn av Cornelis Eliza Bertus Bremekamp. Tarenna truncatocalyx ingår i släktet Tarenna och familjen måreväxter.

## Underarter
Arten delas in i följande underarter:
- T. t. artensis
- T. t. truncatocalyx